# Spodnja Buhlja
Spodnja Buhlja (nemško Unterwuchel) je naselje v Občini Grabštanj v Okraju Celovec-dežela na Koroškem v Avstriji.